# Expovale
A Expovale é uma feira de exposições realizada a cada dois anos na cidade de Lajeado. Ela expõe veículos, móveis, serviços e outras mercadorias variadas que o consumidor não vê em um mercado ou loja qualquer. Também ocorrem shows, em sua maioria de bandas de música gaúcha e duplas sertanejas.

## Lojas
Os produtos são expostos em diversos pavilhões presentes no sítio sede da Expovale. Num pavilhão são expostos carros, do lado de fora, máquinas agrícolas e venda de alimentos. O resto dos pavilhões assemelha-se bastante com um camelódromo. As lojas têm, em sua maioria, tamanho reduzido (15 a 20 metros quadrados, aproximadamente), um ou dois atendentes, produtos expostos de forma indiscreta, e são dispostas em corredores. Algumas lojas também perfumam o ambiente, a fim de atrair clientes. Os pavilhões são equipados com super ventiladores, que disparam pequenas gotinhas de água (o calor é intenso devido à época do ano).

### Tipos de lojas comuns
Na Expovale, você sempre encontrará lojas que vendem colchões massageadores, cosméticos, roupas, calçados, móveis, joias, cuias e térmicas, cintos e outros acessórios e pisos ou outros materiais de construção interessantes. Como citado anteriormente, também há venda de automóveis, máquinas agrícolas e motocicletas.

## Outas atrações
Há um parque de diversão bastante completo (tiro-ao-alvo, montanha-russa, barco viking, roda-gigante, etc.), venda de alimentos e bebidas (algodão-doce, cachorro-quente, refrigerante, etc.) e shows musicais e teatrais.

## Expovale de 2016 (20.ª edição)
Os organizadores da Expovale estimam que 112 mil pessoas (principalmente do Vale do Taquari) compareceram ao evento. Foram gerados cerca de 33 milhões de reais com os negócios. 120 pessoas foram contratadas para realizar a segurança e a limpeza do sítio.
Outras estatísticas interessantes:
- 200 pessoas fizeram o "selfie nas alturas".
- 100 voluntários atuaram nas bilheterias.
- 1.200 pessoas participaram da montanha-russa virtual.
- 14 toneladas de lixo seco foram geradas pelo evento.
- 10.000 litros de chope foram consumidos
- 400 fardos de cerveja, 1.100 de refrigerante e 1.700 de água foram consumidos.
- 7.200 chimarrões foram preparados e 400 quilos de erva-mate Ximango foram utilizados.
- 25.000 litros de água quente foram gastos.
- 25.000 ingressos foram vendidos no parque de diversão.